# تاریخ استانبول

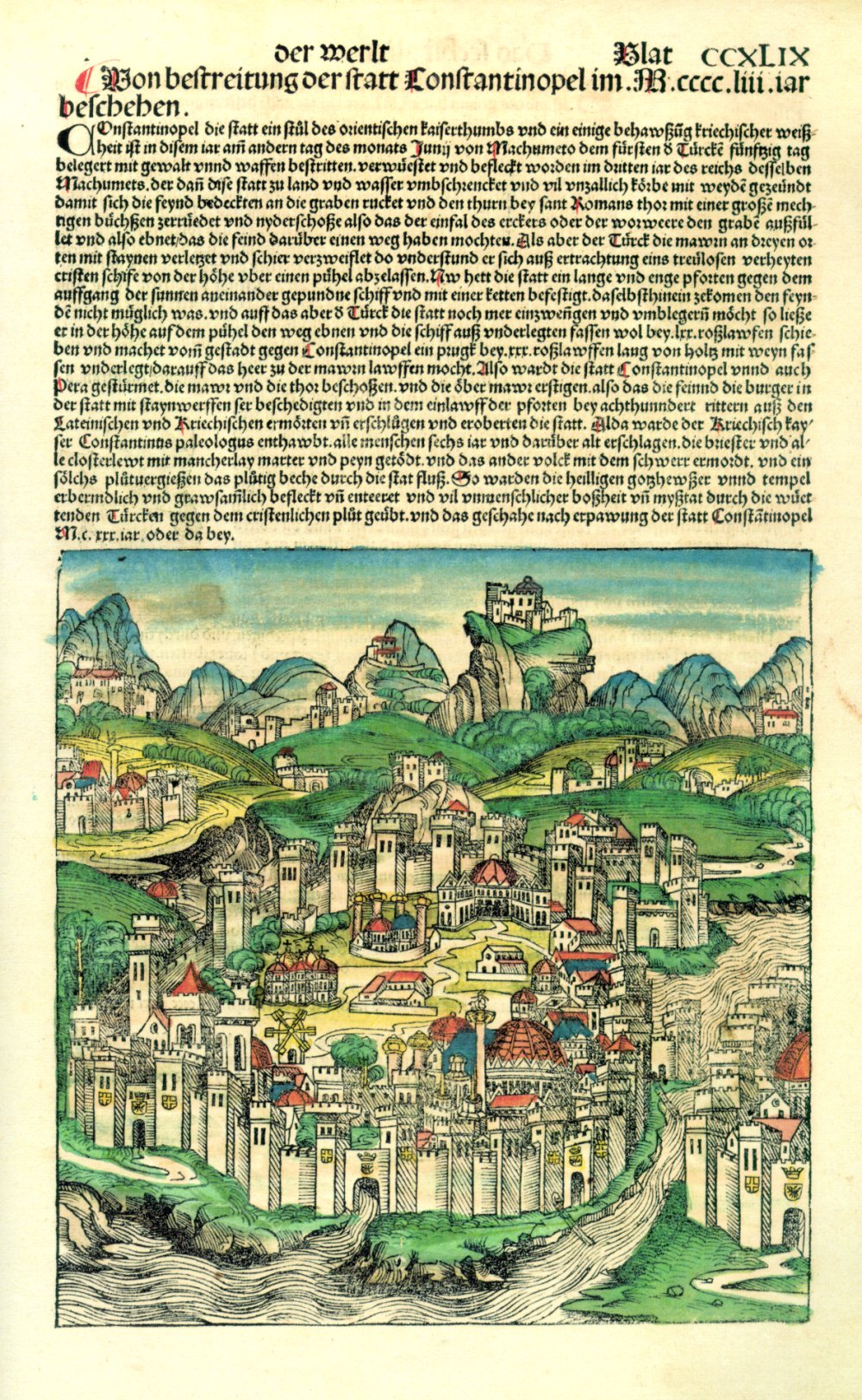

تاریخ استانبول را به چند دوره می‌توان تقسیم و بررسی کرد.

## روم شرقی
روم شرقی در اصل در سال ۶۶۷ قبل از میلاد مسیح و بعد از نام‌گذاری پادشاه روم شرقی، توسط تمدن یونانی و به کمک مستعمره‌نشینان بنا نهاده شد. نام روم شرقی ترجمه یونانی کلمه Βυζάντιον است که در یونانی مدرن به صورت Βυζάντιο نوشته می‌شود و تلفظ بین‌المللی آن به صورت vi. ˈza. ⁿdjo است.
بعد از پیوستن به پسنیوس نیجر Pescennius Niger و موفقیت‌های بدست آمده علیه سپتیمیوس سِوروس Septimius Severus در سال ۱۹۶ بعد از میلاد مسیح، این شهر توسط امپراتوری روم تحت محاصره قرار گرفت و خسارات زیادی را متحمل شد. اما در ادامه، روم شرقی توسط امپراتور روم بازسازی شد و به سرعت موفقیت پیشین خود را به دست آورد.

## امپراتوری روم شرقی

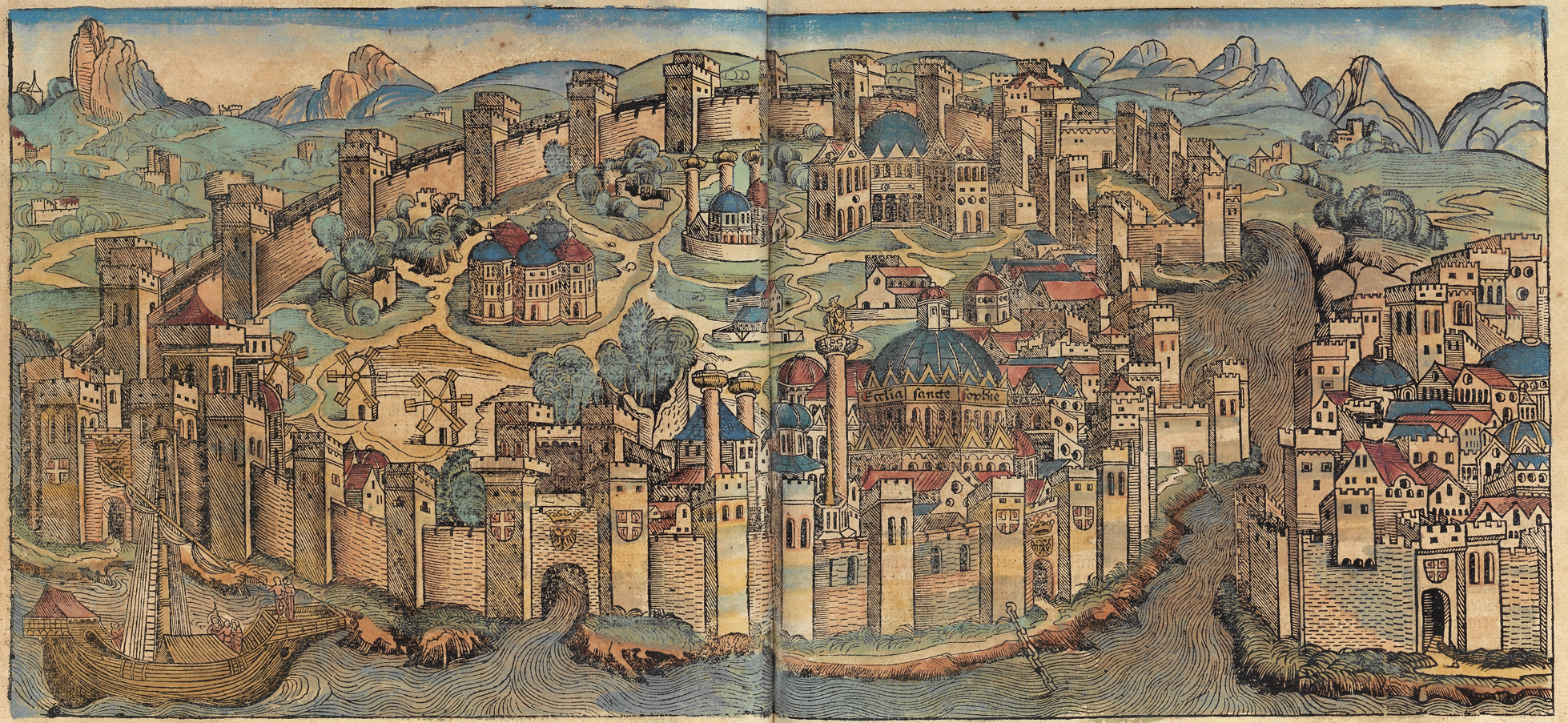

موقعیت سوق‌الجیشی تنگه بسفر، امپراتور کنستانتین را بر آن داشت تا در سال ۳۳۰ قسطنطنیه (Constantinoupolis) را بنا نهد. گفته می‌شود که فردی پیشگو ادعا کرد که به وی الهام شده که شهر باید در این مکان ساخته شود. بنابراین قسطنطنیه بعد از یک پیشگویی رؤیایی در تعیین موقعیت آن به وجود آمد. امپراتوری روم شرقی که پایتخت آن قسطنطنیه بود بعد از سقوط امپراتوری در سال ۱۴۵۳، Byzantine یا روم شرقی (بیزانس) نامیده شد.
به دلیل موقعیت استراتژیک، قسطنطنیه توانایی کنترل جاده‌ای و مسیر آبی بین آسیا و اروپا را به عنوان گذرگاهی از دریای مدیترانه تا دریای سیاه دارد.
قسطنطنیه در دوره روم شرقی بزرگ‌ترین شهر اروپا بوده‌است. با چهارمین جنگ صلیبی در سال ۱۲۰۴ به تسخیر در آمد و غارت شد و سپس دوباره توسط امپراتوری Nicaean تسخیر و محاصره شد و در سال ۱۲۶۱ تحت فرماندهی میشل سوم درآمد.
این شهر در مرکز فرهنگ و تمدن یونانی و مرکز پیروان کلیسای ارتودکس یونانی بوده و توسط بسیاری از کلیساهای با شکوه و عالی مانند ایاصوفیا (یکی از بزرگ‌ترین کلیساهای جامع دنیا) مزین شده‌است. محل اقامت پاتریک کلیسای ارتودکس (راهنمای روحانی و معنوی کلیسای ارتودکس شرقی) در آن است.

## امپراتوری عثمانی

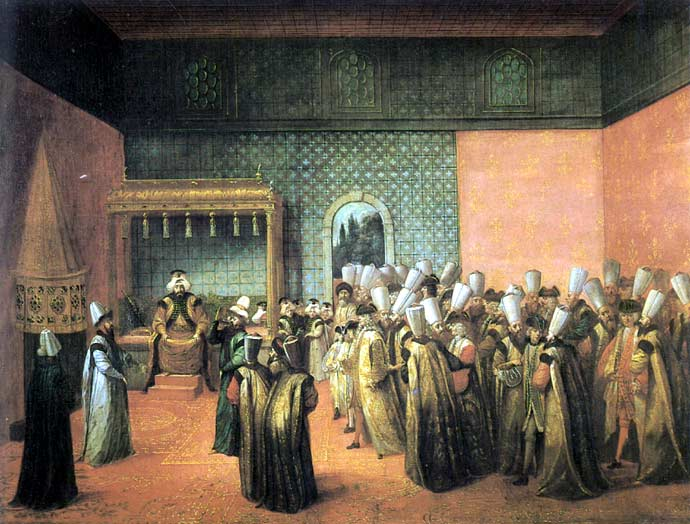

در ۲۹ ماه مه سال ۱۴۵۳ سلطان محمد دوم فاتح  در حالی بعد از ۳۵ سال محاصره وارد قسطنطنیه شد که توپخانه او حفره‌ای بسیار عظیم و بزرگ را در دیوارهای قسطنطنیه ایجاد کرده بود (دیوارهای Theodosius دوم). وی پس از فتح قسطنطنیه، نام استانبول را بر این شهر نهاد.
استانبول سومین پایتخت و مرکز امپراتوری عثمانی در سال ۱۴۵۳ بود. بازار بزرگ و توپخانه آن بر اساس سال‌ها پیروزی امپراتوری عثمانی بنا شده است. تشکیلات مذهبی به سرمایه‌گذاری و صندوق ذخیره‌ای برای ساختن مسجدها مثل مسجد Fatih (فاتح) و نهادهای دیگر مانند مدارس و حمام‌ها کمک می‌کنند.
با انتخاب استانبول به عنوان پایتخت، مردم از سراسر امپراتوری به سوی این شهر حرکت کردند و یهودیان، مسیحیان و مسلمانان با یکدیگر در یک جامعه بین‌المللی زندگی کردند.
حکومت و فرمانروایی سلطان سلیمان یک دوره زمانی از موفقیت‌های بزرگ هنری و سبک معماری بود. معمار sinan بسیاری از مسجدها و ساختمان‌های بزرگ شهر را طراحی کرد. در این دوره همچنین دیگر هنرهای عثمانی، نظیر هنر سرامیک سازی و خطاطی هم رشد و نمو یافتند.
دستورات صوفی (Sufi) که در دنیای اسلامی ترویج می‌شد، در این شهر نیز پیروان زیادی داشت که به‌طور فعال در تسخیر شهر همکاری داشته‌اند. در طول امپراتوری عثمانی در شهر بیش از ۱۰۰ تکیه صوفی فعالیت داشتند. بسیاری از این تکیه‌ها امروزه به شکل مسجد درآمده‌اند و بقیه به صورت موزه‌هایی مانند تکیه Jerrahi در فیث، مساجد Ramazan Effendi, Sunbul Effendi و هم Turbes در فیث، Galata Mevlevihane در بیوگلو، تکیه Yahya Effendi در بشیکتاش و تکیه Bektashi در کادی کوی، که در حال حاضر در نزد مسلمانان علوی به عنوان مکانی برای برگزاری اعیاد مذهبی است.
شهر استانبول از سال ۱۸۷۰ به بعد از طریق ساخت پل‌ها، احداث یک سیستم آبی مناسب، استفاده از نورهای الکتریکی و احداث تراموای شهری و تلفن‌ها مدرنیزه و نوین شده‌است.

## تاریخ جمهوری ترکیه

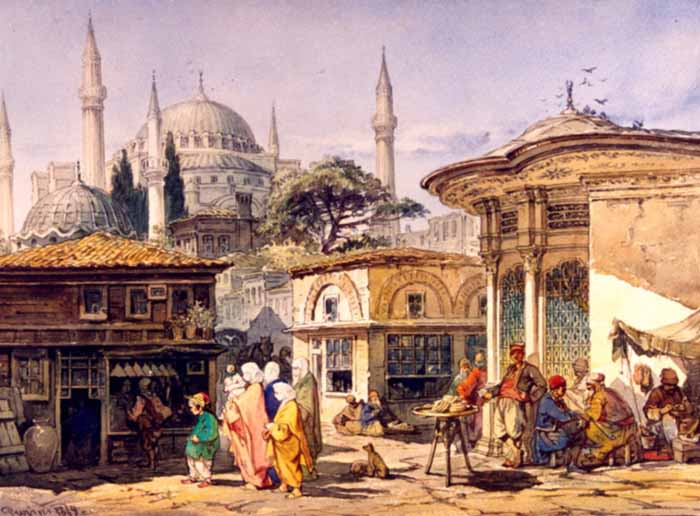

زمانی که جمهوری ترکیه در سال ۱۹۲۳ تشکیل شد، پایتخت آن از استانبول به آنکارا منتقل شد. نام شهر قسطنطنیه از کلمه 'Konstantiniye' از زمان عثمانی باقی مانده بود. خارج از امپراتوری بیشتر اوقات آن را به نام استانبول شناخته‌اند. در سال ۱۹۳۰ جمهوریت نام آن را رسما به استانبول تغییر داد.
بین سال‌های ۱۹۵۰ و ۱۹۶۰ استانبول از نظر ساختاری تغییر زیادی کرد. در طول سال ۱۹۷۰ جمعیت استانبول شروع به افزایش شدیدی کرد. به این علت که مردم از نقاط مختلف آناتولی برای یافتن کار به استانبول مهاجرت کردند. در همین دهه عمده جمعیت یونانی‌الاصل شهر (حدوداً صد هزار نفر) به سبب تهدیدات ملی گرایانه مجبور به ترک استانبول شدند. جمعیت فعلی یونانیان شهر حدوداً هزارنفر است که عمدتاً در محلهٔ گالاتا (غلطه) ساکنند.
امروزه استانبول یک کلان شهر بزرگ بین‌المللی محسوب می‌شود که در سطح جهانی مطرح است.

در نوامبر ۲۰۰۳ حملات تروریستی در استانبول بوقوع پیوست که القاعده به عنوان مسئول آن شناخته شد.

## نگارخانه

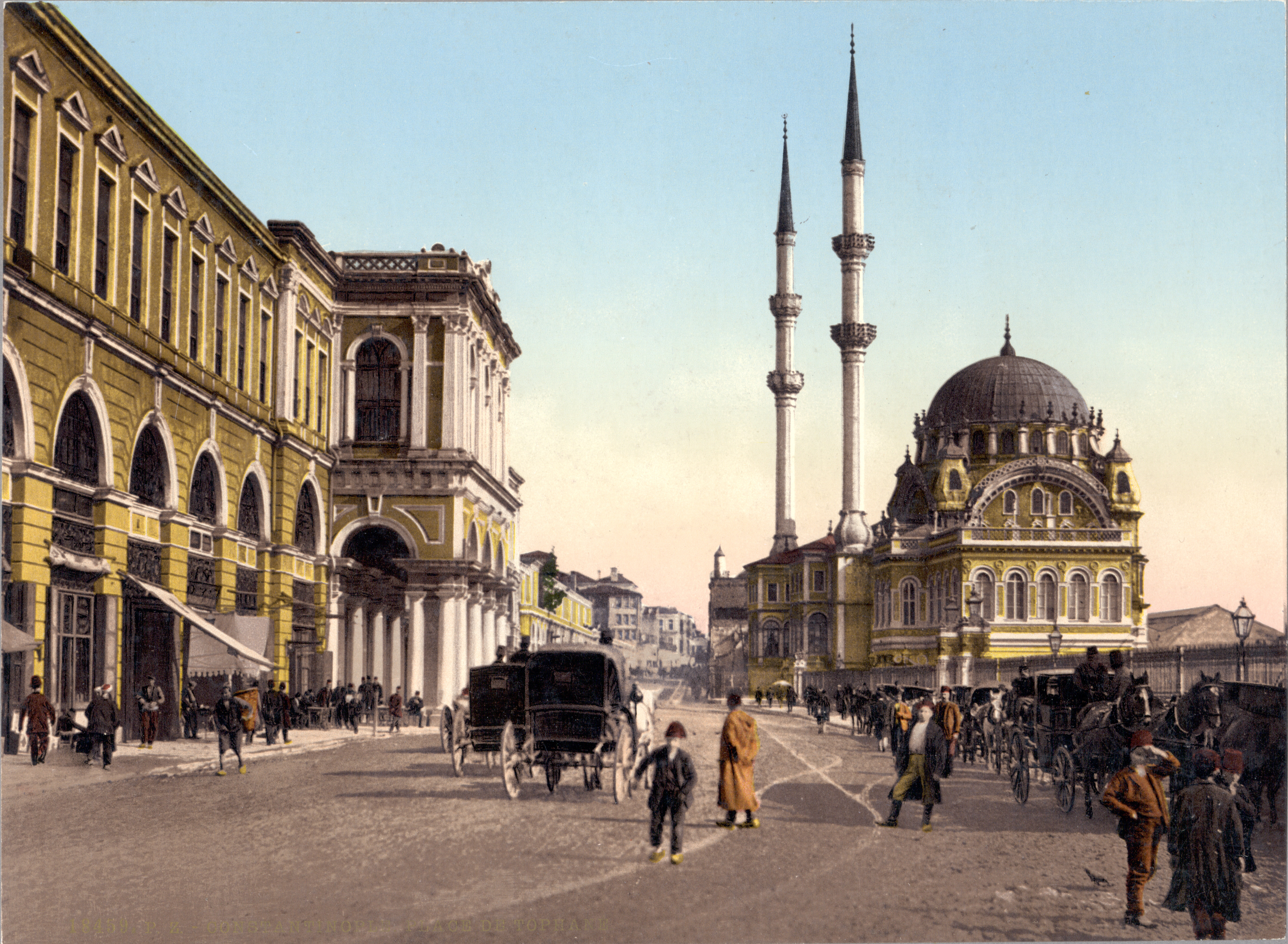